# Immortel (ad vitam)
Immortel (ad vitam) es una película de producción francesa de 2004, lanzada en inglés y perteneciente al género de ciencia ficción.
Fue dirigida por el caricaturista, escritor y director de cine francés Enki Bilal y basada en su cómic La Foire aux immortels (La Feria de los Inmortales), primera parte de la La Trilogía Nikopol.
El filme combina un novedoso montaje de acciones reales con animaciones por computadora, tanto con personajes como con el propio escenario donde se desarrolla la historia. Es notable que fue una de las primeras películas mayores (junto con Casshern y Sky Captain and the World of Tomorrow, ambas casualmente del mismo año) en rodarse enteramente con un “set digital”, donde interactúan actores verdaderos con un medio ambiente ficticio generado por un computador.
En cierta forma, Immortel  siguió el paso para que se realizaran más películas con esa técnica de actores compartiendo escenas con “humanos” o criaturas fantásticas animadas por computadora, como las presentadas en Star Wars: Episode I - The Phantom Menace (1999) y la trilogía de The Lord of the Rings, iniciada en 2001.
La película fue recibida con críticas mixtas, con alguna predominancia de las de tipo negativo.

## Sinopsis
La película tiene lugar en la ciudad de Nueva York en el año 2095 donde seres humanos genéticamente alterados conviven con naturalidad entre hombres y mujeres normales.
El desarrollo de la medicina y la genética ha derivado en que no haya un ser humano “puro”, pues todos cuentan con órganos y prótesis artificiales.
Mientras que una extraña pirámide ha aparecido flotando sobre la ciudad (semejante a la Gran Pirámide de Guiza) y preocupa al ejército, una serie de asesinatos trae confusa a la policía. 
El Central Park ha sido misteriosamente encerrado en una "zona de intrusiones" donde las  personas que intentan entrar mueren al instante. La pirámide es abordada en su interior por los dioses del antiguo Egipto y  han juzgado a Horus, uno de sus dioses compañeros, que tiene el cuerpo de un hombre pero la cabeza de un halcón.
En la ciudad de abajo, Jill, una joven mujer con cabello azul y piel pálida es arrestada. No es completamente humana, sus tejidos parecen no ser de más de unos pocos meses de edad de acuerdo a un examen médico, aunque su forma física ya es la de un adulto. También posee una serie de poderes secretos, incluyendo uno que le permite  procrear con dioses, aunque ella no sabe nada de esto. 
Horus se da un tiempo limitado para interactuar con los seres humanos de Nueva York y tratar de  procrear. Durante su búsqueda encuentra el cuerpo congelado  de  Nikopol, un rebelde condenado a 30 años de hibernación que escapa a su prisión, debido a un accidente mecánico, un año antes. 
El dios no ha tenido éxito en su intento de hacerse cargo de los cuerpos de otros seres humanos, debido a una incompatibilidad con las alteraciones genéticas a las que se han sometido; los órganos de los humanos se auto destruyen al intentar dar cabida a Horus. 
Sin embargo, el cuerpo de Nikopol es aceptable porque ha sido congelado en prisión y no  ha experimentado los cambios genéticos que causan los rechazos.  Horus toma control parcial del cuerpo de Nikopol y comienza la búsqueda de una mujer con la que pueda aparearse y que le proporcione un hijo, antes de efectuar la pena de muerte. Cuando Horus/Nikopol descubre a Jill, se enredan en una red de asesinatos e intrigas.

## Producción
La película, aunque fue  producida en Francia, utiliza actores de habla inglesa, y todos sus diálogos son en inglés, como una forma de comercializarla mejor en el extranjero. Hay diálogos en una versión moderna aproximada del antiguo egipcio y una breve escena en francés (la versión de DVD de la región 1 traduce las escenas egipcias, pero no el diálogo francés). Excepto por la actriz británica Charlotte Rampling, la mayoría de los actores, incluyendo la estrella Linda Hardy, tienen sus actuaciones originales dobladas por otros.
La escena final es la única en la que escuchamos la voz original de Hardy, cuando ella recita en su nativo francés la tercera estrofa del poema de Charles Baudelaire Le Poison, cuando su personaje, Jill, ha sólo estado leyendo el libro Les fleurs Du mal o Las flores del mal.
"Tout cela ne vaut pas le veneno qui découle de tes yeux, de tes yeux verts, lagos où mon âme temblar et se voit à envers. Mes songes viennent es foule pour se désaltérer à ces gouffres amers".
[Traducción en español: Mas todo eso no vale el veneno que fluye de tus ojos, de tus verdes ojos, lagos donde mi alma tiembla y se ve invertida... Llegan mis sueños en tropel, para abrevar en esos dos abismos amargos.].
Nikopol, que recita poesía turbulenta de Baudelaire en otras escenas de la película, proporciona las últimas líneas de diálogo completando la recitación de Jill en inglés. "Pero todo lo que es no vale la pena el prodigio de tu saliva, Jill, que muerde mi alma y la agita,  y la arremolinan abajo, tenazmente,  rodando, desmayando al inframundo".

## Reparto
- Linda Hardy como Jill Bioskop.
- Thomas Kretschmann como Alcide Nikopol.
- Charlotte Rampling como Elma Turner.
- Frédéric Pierrot como John.
- Thomas M. Pollard como Horus.
- Yann Collette como Froebe.
- Derrick Brenner como Jonas.

Debido a la naturaleza particular de la película, hay actores que prestaron únicamente su voz, sin aparecer físicamente en escena, Entre ellos están:
- Olivier Achard, Corinne Jaber, Barbara Scaff, Joe Sheridan, Jacquelyn Toman, y Jean-Louis Trintignant.

## Recepción y críticas
El caricaturista, escritor y director francés Enki Bilal, nos trae de su autoría esta obra de ciencia ficción futurista, al estilo de "Blade Runner" (1982), "Stargate" (1994) y "El quinto elemento" (1997). 
Su trabajo más conocido es la trilogía de libros de historietas titulados "La Foire aux immortels" de 1980 (que diera origen a esta película), "La Femme piège" ("La mujer trampa") de 1986 y por último "Froid Équateur" ("Frío Ecuador") de 1992, que desarrollan una historia de ciencia ficción mística. 
El film está basado en esas historietas, pero con una combinación de animación a la que le han añadido actores reales (los que llevan el peso de la historia) en un trasfondo digital, con el propósito de definir y diferenciar el concepto humanoide.
En términos generales, los comentarios y críticas hacia la película fueron divididos, predominando los negativos. La adaptación del cómic no se considera realmente interesante, y carece de un conflicto de importancia que le dé suficiente sustento a todo el argumento. No obstante, fue elogiada la técnica visual y la novedosa tecnología utilizada en su rodaje. 
Immortal fue calificado con un discreto 43 % en la página web Rotten Tomatoes, con base en el promedio de 46 comentarios de críticos especializados. La audiencia de la página  la calificó con un igualmente modesto 52 %.  
La página Internet Movie Database le dio un 5.9 / 10, basado en 158 comentarios del público y 64 de críticos de cine. 
A causa de sus características fílmicas, el presupuesto para producirla fue elevado, y se estimó en € 22.1 millones de euros, cifra que no alcanzó la recaudación final. Sin embargo, recibió tres nominaciones a diferentes premios y/o festivales de cine, incluyendo uno en los Premios César del cine francés por mejor diseño de producción.